# Anna Claire Clouds
Anna Claire Clouds (* 15. Februar 1995 in Nashville, Tennessee) ist eine US-amerikanische Pornodarstellerin.

## Karriere
Clouds wurde in Tennessee geboren. Sie ist seit 2018 als Pornodarstellerin tätig. Die Internet Adult Film Database (IAFD) listete im Februar 2025 insgesamt 466 Filme, in denen sie mitgewirkt hat. 
Bei den AVN Awards 2022 wurde sie als Best New Starlet nominiert. Bei den XRCO Awards 2024 erhielt sie die Auszeichnung als Charlotte Stokely Girl/Girl Performer of the Year. Bei den AVN Awards 2025 wurde sie als Female Performer of the Year ausgezeichnet.
Clouds hat über 11.000 Abonnenten bei Pornhub und über 110.000 Follower bei Twitter und Instagram.

## Filmografie (Auswahl)
- 2022: Let’s All Be Friends
- 2022: Manuel’s Fucking POV 14
- 2023: Blacked Raw 66
- 2023: Polar Opposites
- 2024: Anna Claire Clouds: Dark Side
- 2024: Ass Worship 19
- 2024: Massive Asses 13

## Auszeichnungen
- 2023: AVN Award – Best POV Sex Scene (zusammen mit Manuel Ferrara in Manuel’s Fucking POV 14)[3]
- 2023: AVN Award – Best Three-Way Sex Scene, (zusammen mit Jazmin Luv & Anton Harden in Let’s All Be Friends)[3]
- 2024: XBIZ Award – Best Sex Scene – Featurette (zusammen mit Codey Steele in Polar Opposites)[4]
- 2024: XRCO Award – Charlotte Stokely Girl/Girl Performer of the Year[1]
- 2025: AVN Award – Best Anal Sex Scene (zusammen mit Zac Wild in Massive Asses 13)[2]
- 2025: AVN Award – Best Gangbang Scene (zusammen mit Damon Dice, Jax Slayher, Hollywood Cash, Vince Karter, John Strong, Milan Ponjevic, Chocolate God & Nade Nasty in Anna Claire Clouds Dark Side – Part 4: 9-Man Gang Bang Challenge)[2]
- 2025: AVN Award – Best Solo/Tease Performance (in Anna Claire Clouds: Dark Side – Part 3)[2]
- 2025: AVN Award – Female Performer of the Year[2]